# Ulica Artura Grottgera w Warszawie
Ulica Artura Grottgera − ulica warszawskiego osiedla Sielce w dzielnicy Mokotów, biegnąca od ulicy Belwederskiej i kończąca się ślepo u podnóża skarpy warszawskiej.

## Historia
Teren, przez który biegnie ulica, otaczają tereny zieleni pierwotnie stanowiące część założenia pałacowo-ogrodowego Mokotów Izabeli Lubomirskiej, obecnie będące częścią parków Morskie Oko i Promenada.
Ulica została wytyczona przez Spółkę Terenową Budowy Tanich Mieszkań jako wewnętrzna uliczka obudowana domami osiedla. Jej nazwa została nadana uchwałą Rady Miejskiej z dnia 27 września 1926. Od 1926 wznoszono domy, mieszczące mieszkania wykupywane przez członków spółdzielni. Pierwsza seria domów powstała do 1930. Po tym okresie resztę wolnych placów sprzedano. Nowi właściciele pobudowali na nich kamienice czynszowe, natomiast miasto przy zachodnim krańcu ulicy pod nr 22 miasto zbudowało w latach 1936–1937 gmach zespołu szkół powszechnych nr 31 i 33.
14 listopada 1943 w budynku nr 12 Gestapo aresztowało Małgorzatę Fornalską i Pawła Findera, co upamiętniono w 1971 tablicą odsłoniętą na jego frontowej ścianie (po 1989 zasłoniętej metalową pokrywą).
Mimo pewnych uszkodzeń w latach okupacji niemieckiej zabudowa w większości ocalała. W okresie powojennym uzupełniono ją, zabudowując pozostałe wolne parcele.

## Znani mieszkańcy
Domy spółdzielcze wzniesione przy ulicy Grottgera licznie zamieszkiwali przedstawiciele wolnych zawodów - lekarze, literaci i adwokaci. Mieszkali tam m.in. pisarze Kornel Makuszyński (w latach 1935-1944), Jerzy Bohdan Rychliński i Stanisław Helsztyński.